# 约瑟夫·艾伯斯
约瑟夫·艾伯斯（Josef Albers，/ˈælbərz, ˈɑːl-/，德語：[ˈalbɐs]；1888年3月19日—1976年3月25日）是生于德国的美国艺术家、教育家。在欧洲和美国，其作品成为20世纪一些极具影响力和深入的教育项目的基础。

## 生平
艾伯斯1888年出生于德国威斯特法伦州波特洛普的一个天主教工匠家庭。他曾就读柏林、埃森和慕尼黑的艺术学校；1920年进入包豪斯学习，一年之后由于在玻璃作品中的出色表现，成为包豪斯玻璃工作坊的技术指导教师。并于1923—33年间受聘为包豪斯学校的教师。由于二战前夜希特勒政权的重压，包豪斯于1933年8月关闭，约瑟夫·艾伯斯夫妇应邀前往美国的北卡罗来纳州黑山学院的实验人文学院任教。后来又陆续曾在哈佛大学、墨西哥大学、辛辛那提艺术学院等任教。1950年起，艾伯斯开始担任耶鲁大学设计系主任，并定居于康乃狄克州的纽黑文。于美国期间，艾伯斯创作了他著名的极简主义作品《向正方形致敬》（Homage to the Square)系列和《变换形式∕土砖》系列。其教学也影响了后来的大批美国近现代艺术家。约瑟夫·艾伯斯于1976年逝世于纽黑文。